# Einfarbsegler
Der Einfarbsegler (Apus unicolor) ist eine Vogelart aus der Familie der Segler (Apodidae). Es handelt sich um einen dunkel gefärbten Segler mittlerer Größe. Die Art brütet auf Madeira und den Kanarischen Inseln. Der Einfarbsegler ähnelt stark dem in Mitteleuropa häufigen, nahe verwandten Mauersegler. Wie dieser ist er sehr gesellig, wobei Einfarbsegler oft auch gemischte Schwärme mit Mauer- und Fahlseglern bilden. Die Population gilt als stabil, und die Art wird von BirdLife International als „nicht gefährdet“ (least concern) eingestuft.

## Beschreibung
Der Einfarbsegler ist mit einer Körperlänge von 14 bis 15 Zentimetern und einer Flügellänge, die zwischen 150 und 159 Millimetern liegt, geringfügig kleiner als der Mauersegler. Wie bei diesem sind die sichelförmigen Flügel im Vergleich zum schlanken Rumpf lang und der Schwanz ist deutlich gegabelt. Die Färbung des Gefieders ist sehr dunkel schwarz- bis graubraun. Der etwas hellere Kehlfleck ist sehr undeutlich und unscharf. Beide Geschlechter sehen gleich aus.
Im Verbreitungsgebiet des Einfarbseglers ist dieser nur sehr schwer vom Fahlsegler und vom Mauersegler zu unterscheiden. Letzterer begegnet dem Einfarbsegler während des Zuges. Ein wichtiges Unterscheidungsmerkmal ist dabei die Gestalt. Der Einfarbsegler wirkt noch stromlinienförmiger und „schnittiger“ als seine beiden Verwandten. Flügel und Schwanz sind relativ zum Rumpf länger, die Schwanzgabelung ist etwas tiefer. Dies erinnert zusammen mit den wilderen, schneidigen Flugmanövern an die Vertreter der Gattung Cypsiurus.
Der Rufe des Einfarbseglers ähneln sehr denen des Mauerseglers (srieh), allenfalls sind sie ein wenig höher und etwas pfeifender. Sie sind das ganze Jahr über auf den Kanaren zu hören.

## Verbreitung und Wanderungen
Das Brutgebiet des Einfarbseglers beschränkt sich auf Madeira und die Kanarischen Inseln. Er kommt ganzjährig auf diesen Inseln vor, nur ein Teil der Population verlässt im Winter das Brutgebiet und überwintert vermutlich ausschließlich in Nordwestafrika.
Auf den Kanaren ist der Einfarbsegler häufig, außer auf Fuerteventura und Lanzarote, dort bestehen seltenere und nur einzelne Vorkommen. Auf Madeira wird die Population auf 1000 bis 2000 Brutpaare geschätzt.

## Lebensraum
Der Einfarbsegler ist in allen Lebensräumen der Inseln zu finden, auch im Siedlungsgebiet. Er kommt von Meereshöhe bis zu einer Höhe von 2500 Metern vor. Besonders häufig ist der Einfarbsegler in tiefen Schluchten, vor allem im Küstengebiet. Er brütet auch auf dem höchsten Gipfel Madeiras, dem Pico Ruivo, wo er in Felsinseln nistet. Im Winterquartier in Marokko taucht der Einfarbsegler im Bereich der Kliffküste auf.

## Fortpflanzung
Die Brutsaison reicht von März bis August. Der Einfarbsegler ist ein Koloniebrüter. Die Nester finden sich in Höhlen und Spalten an Steilflanken an der Kliffküste und in Schluchten, auch im Landesinneren. Zudem brütet die Art unter Brücken und in Spalten und Hohlräumen an Gebäuden.
Das napfförmige Nest weist eine Mulde von ein bis zwei Zentimetern Tiefe auf und hat 10 bis 12 Zentimeter Durchmesser. Hauptbestandteile des Nests sind flauschige Samenbehälter von Korbblütlern; anderes pflanzliches Material und kleinere vom Menschen hergestellte Bestandteile werden gelegentlich auch verwendet. Das Nest wird mit Federn ausgepolstert und alle Bestandteile werden mit Speichel verklebt.
Das Gelege besteht aus zwei Eiern mit einer durchschnittlichen Größe von 22 × 15 Millimetern. Zweitbruten sind häufig.
In der Umgebung einer Brutkolonie zeigen Einfarbsegler aggressives Verhalten. Mehrfach wird von Angriffen auf Mehlschwalben (Delichon urbicum) berichtet, auch wurde beobachtet, wie mehrere Einfarbsegler einen wesentlich größeren Alpensegler (Tachymarptis melba) vertrieben.

## Systematik
Verschiedentlich wurden Einfarbsegler und Alexandersegler früher als konspezifisch betrachtet. Dies gilt aber heute als widerlegt. Der Einfarbsegler gehört neben Mauer- und Braunsegler zur Apus-Superspezies.
Es werden keine Unterarten unterschieden.